# Liste der Biografien/Witi
Liste der Biografien |
Portal Biografien |
Personensuche
# |
A |
B |
C |
D |
E |
F |
G |
H |
I |
J |
K |
L |
M |
N |
O |
P |
Q |
R |
S |
T |
U |
V |
W |
X |
Y |
Z |
?
 
Wa |
Wc |
Wd |
We |
Wh |
Wi |
Wj |
Wl |
Wn |
Wo |
Wr |
Ws |
Wt |
Wu |
Ww |
Wy |
Wz
 
Wia |
Wib |
Wic |
Wid |
Wie |
Wif |
Wig |
Wih |
Wii |
Wij |
Wik |
Wil |
Wim |
Win |
Wio |
Wip |
Wir |
Wis |
Wit |
Wiv |
Wiw |
Wix |
Wiz
 
Wita |
Witb |
Witc |
Witd |
Wite |
Witg |
With |
Witi |
Witj |
Witk |
Witl |
Witm |
Witn |
Wito |
Witp |
Witr |
Wits |
Witt |
Witu |
Witv |
Witw |
Witz
Die Liste der Biografien führt alle Personen auf, die in der deutschsprachigen Wikipedia einen Artikel haben. Dieses ist eine Teilliste mit 14 Einträgen von Personen, deren Namen mit den Buchstaben „Witi“ beginnt.

## Witi

### Witic
- Witichis, ostgotischer König (536–540)

### Witig
- Witig, Bertold († 1474), Ratsherr und Bürgermeister der Hansestadt Lübeck
- Witigowo († 997), Abt des Klosters Reichenau (985–996)

### Witik
- Witik, Johann († 1447), Ratsherr der Hansestadt Lübeck
- Witiko I. von Krumau († 1277), böhmischer Adliger aus dem Krumauer Familienzweig der Witigonen
- Witiko I. von Neuhaus, böhmischer Adliger im Dienst der böhmischen Přemysliden und Burggraf von Olmütz
- Witiko II. von Krumau, böhmischer Adliger aus dem Krumauer Familienzweig der Witigonen
- Witiko VI. von Rosenberg († 1277), böhmischer Adeliger aus dem Geschlecht der Rosenberger
- Witiko von Prčice († 1194), böhmischer Adliger im Dienst der Přemysliden, Stammvater der Witigonen
- Witiko von Prčice und Blankenberg, böhmischer Adliger in Diensten der PřemyslidenWitiko von Prčice und Blankenberg

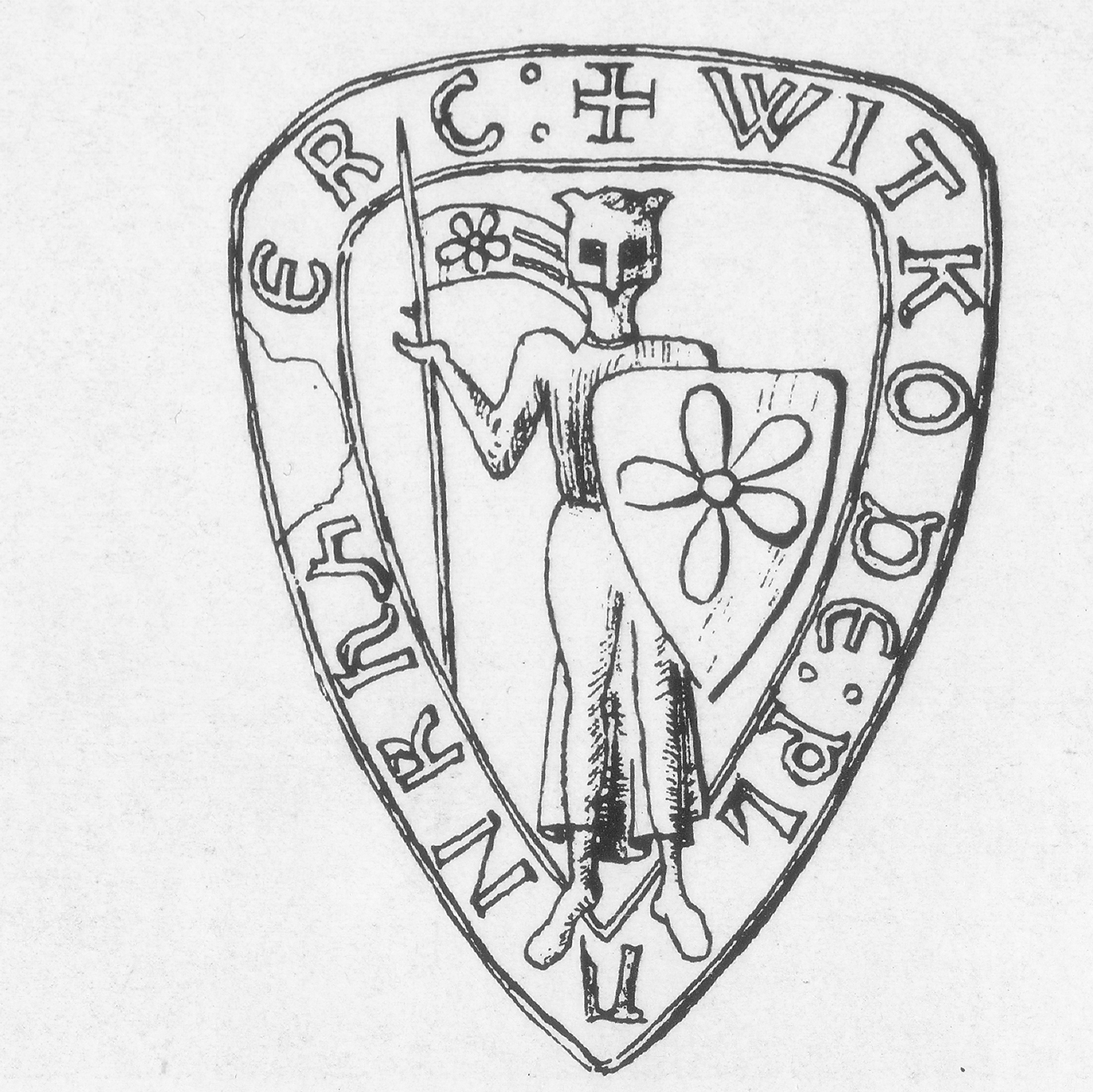
Witiko von Prčice und Blankenberg

- Witiko von Příběnice, böhmischer Adliger

### Witin
- Witinghof, Lambert († 1476), deutscher Hochschullehrer, Rektor der Universität Rostock und Domherr in Lübeck

### Witis
- Witiska, Josef (1894–1946), österreichischer Jurist und SS-Führer

### Witiz
- Witiza († 710), König der Westgoten (702–710)